# 4. Mot.-Schützendivision (NVA)
Die 4. Mot.-Schützendivision (NVA), kurz 4. MSD, anfangs als motorisierte Schützendivision bezeichnet und ehemals Mot.-Schützen-Division geschrieben, war ein Großverband der Nationalen Volksarmee der DDR.

## Geschichte der 4. MSD

### Herkunft der militärischen Formationen
Bereits bei Schaffung der Kasernierten Volkspolizei (KVP) Anfang der 1950er Jahre wurden neben Infanterieverbänden, darunter die KVP-Infanterie-Bereitschaft Erfurt, auch mechanisierte Verbände aufgestellt. Die maßgebliche Forderung aus der Sowjetunion nach originären DDR-Streitkräften bekam erst Öffentlichkeit, nachdem im November 1955 in der Bundesrepublik Deutschland die Bundeswehr geschaffen wurde.
Am 18. Januar 1956 verabschiedete die Volkskammer der DDR nach Rücksprache der SED-Führung mit dem ZK der KPdSU das Gesetz „über die Schaffung der Nationalen Volksarmee und des Ministeriums für Nationale Verteidigung“. Für die einsatzbereiten Formationen der KVP begannen de-facto bereits im Spätherbst 1955 die Vorbereitungen zur Umwandlung in reguläre Streitkräfte der DDR. Eine wichtige Orientierung für den Aufbau, die Struktur, Ausrüstung und Ausbildung gab Ende Januar 1956 die erste Tagung der Teilnehmerstaaten des Warschauer Vertrages. Die zu schaffenden bewaffneten Kontingente der NVA sollten in die Vereinten Streitkräfte integrierbar sein.

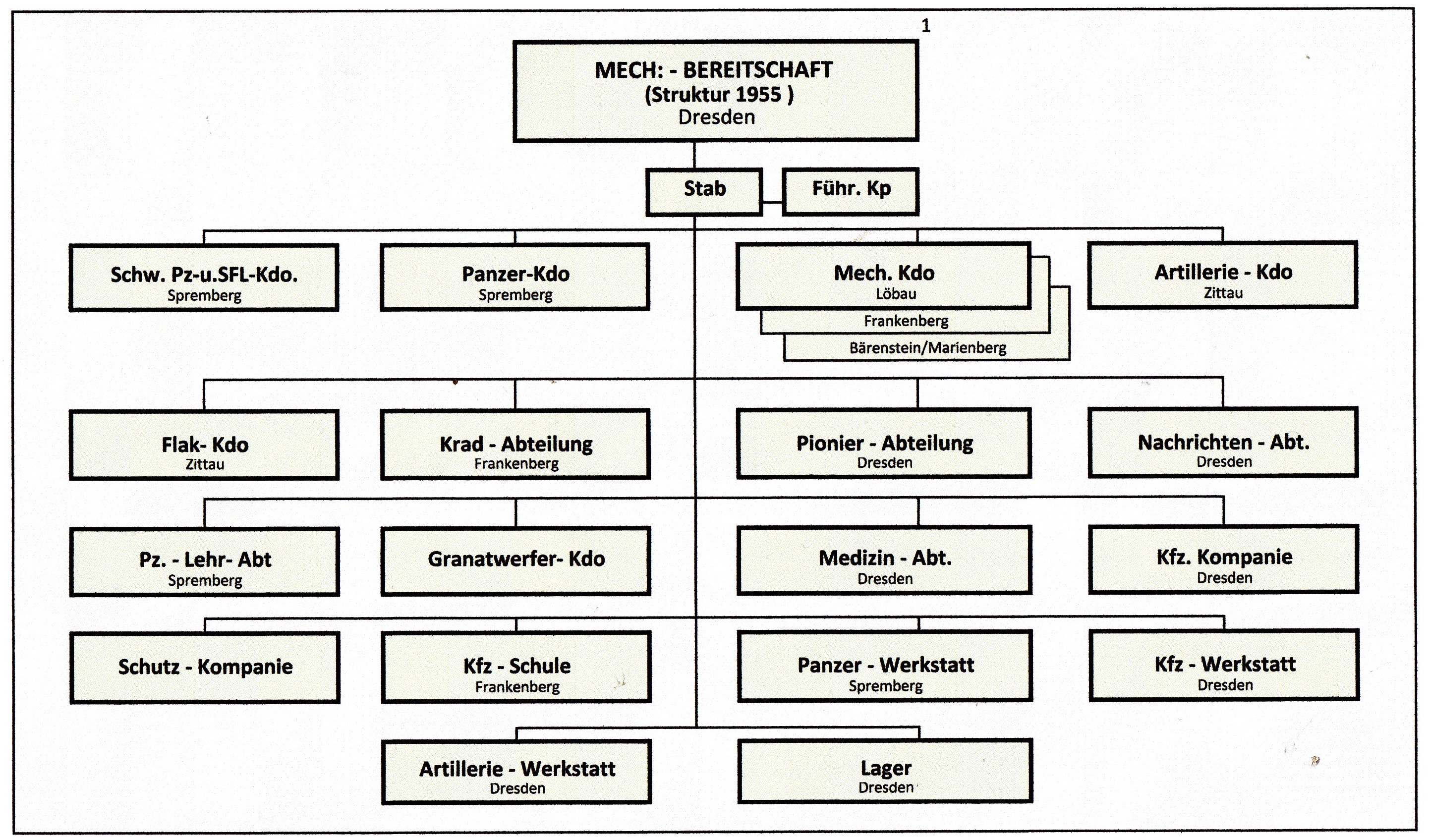
Gliederung der Mech.-Bereitschaft der KVP am Beispiel: Dresden (1955)

Vorgesehen war, nach sowjetischem Vorbild strukturierte Mechanisierte Divisionen (zwei MD), Infanteriedivisionen (drei ID) und Panzerdivisionen (drei PD) aufzustellen. Bereits im Sommer 1956 wurden auf der Grundlage neuester sowjetischer Vorstellungen über Aufbau, Ausrüstung und Einsatz der Streitkräfte Veränderungen erforderlich. Die im Aufbau befindlichen Infanteriedivisionen und Mechanisierten Divisionen der NVA, darunter die 4. Infanteriedivision (4. ID), wurden in Erweiterung des ursprünglichen Befehls 1/56 durch Befehl 99/56 des Ministers vom 17. Oktober 1956 in Mot.-Schützendivisionen bzw. in Panzerdivisionen umformiert.
Das zum 1. März 1956 gebildete Ministerium für Nationale Verteidigung (MfNV) ordnete diese Formationen den zwei Kommandos der Militärbezirke (KMB-III und KMB-V) der Landstreitkräfte zu. Aus dem Bestand der Kommandos wurde im Felddienst je ein Armeekommando gebildet. Dem KMB III (Standort Leipzig), als verantwortlichem militärischen Führungsorgan im Südterritorium der DDR, wurde die aufzustellende 4. Infanteriedivision (Standort des Stabes – Erfurt, Löberfeld-Kaserne) zugeteilt. Ab 1972 wurde das Kommando Landstreitkräfte gebildet, das im Auftrag des MfNV die beiden Militärbezirke führte.

### Aufstellung und Auftrag der 4. MSD
Zunächst erfolgte die Aufstellung der 4. Infanteriedivision laut Befehl 27/56 des Ministers für Nationale Verteidigung, Generaloberst Willi Stoph, vom 23. April 1956 mit Wirkung zum 15. Juni, als erster Verband der Verwaltung MB III.
Mit der Führung der Neuformierung der KVP-Bereitschaft Erfurt zur 4. ID und dem Ausbau der Kasernen und Übungsplätze war Oberst Martin Günther beauftragt. Die Führungsdokumente sahen vor, den Stab, die Truppenteile, Einheiten und Einrichtungen der 4. ID des Militärbezirks III der DDR auf der Basis der bestehenden Kommandos, Einheiten und Einrichtungen der KVP-Infanterie-Bereitschaft Erfurt (KVPD) bis zum Herbst 1956 und unter Beibehaltung der bisherigen Standorte zu bilden (Siehe Tabelle unten). Strukturbestimmend waren die A-Kommandos Erfurt, Gotha, Mühlhausen, das B-Kommando Erfurt/Mühlhausen und das C-Kommando Gotha der KVP. Vor der Vereidigung hatten die KVP-Angehörigen, die in der NVA dienen wollten, schriftlich eine Erklärung zur Übernahme abzugeben.
Die 4. Mot.-Schützendivision wurde am 15. Juni 1956 in Dienst gestellt und vereidigt. Auch in den anderen Kasernen der 4.ID fanden an diesem Tage Vereidigungen statt. Bereits drei Monate danach, vom 29. September bis 4. Oktober 1956, musste die Division ihre erste große Bewährungsprobe bei einer überraschenden Alarmierung aller Standorte, beim Nachtmarsch und Beziehen der Verteidigung im bewaldeten Mittelgebirge bestehen. Der Einschätzung „gefechts- und einsatzbereit“ folgte die Übergabe der Truppenfahne an Oberst Martin Günther.
Ursprünglich als Infanteriedivision aufgestellt, wurde bereits im Spätherbst die Struktur geändert und die Division am 30. November 1956 zur 4. Mot.-Schützendivision (4. MSD) umbenannt. Gliederungsgrundlage für die Schaffung dieses Verbandstyps war weitestgehend die Mot.-Schützendivision der Sowjetarmee. Ihre Struktur entsprach in späteren Jahren einem Personalbestand von nahezu 11.000 im Garnisonsdienst. Im Unterschied zu den Divisionen der Sowjetarmee hatten die Mot.-Schützendivisionen der NVA keine Kampfhubschrauber und verfügten bei den Mot.-Schützen- und Panzerformationen über geringeren Kampfbestand.
Der Auftrag der 4. MSD bestand verfassungsgemäß darin, dass dieser taktische Verband der NVA im Bündnis mit den Koalitionsstreitkräften „das friedliche Leben der Bürger der DDR und aller Staaten der sozialistischen Gemeinschaft gegen jegliche Angriffe der aggressiven Kräfte … schützt und die Souveränität der DDR, ihre territoriale Integrität sowie Unverletzlichkeit ihrer Grenzen und ihrer staatlichen Sicherheit gewährleistet.“ Die Division war ab 1962 zu Handlungen im Bestand operativer Gruppierungen (Armee, Armeekorps) beliebiger Teilnehmerstaaten der Ersten Strategischen Staffel der Vereinten Streitkräfte auf dem Westlichen Kriegsschauplatz (WKSP) vorgesehen.

### Militärische Ausbildung in der 4. MSD
Die Ausbildung in der Division, bezeichnet als Gefechtsausbildung der Truppen war darauf gerichtet, das militärische Handwerk gut zu erlernen. In nahen Standorträumen unterlag die Ausbildung keinerlei Einschränkungen durch die erhobene Forderung nach ständiger Gefechtsbereitschaft. Seit den 1970er Jahren, mit Einführung neuer Ausbildungsprogramme, verlief die Ausbildung in jedem Ausbildungshalbjahr (Dezember–Mai bzw. Juni–November) in fünf Etappen:

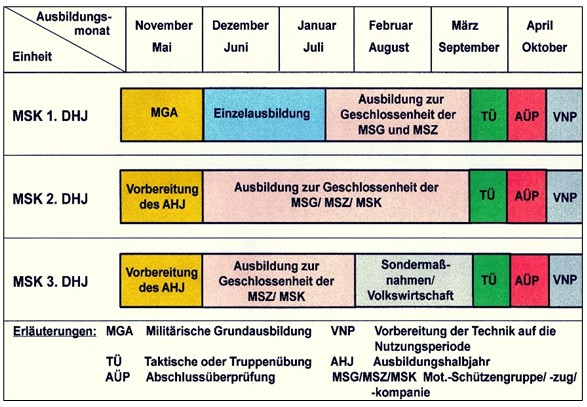
Ausbildungsetappen Mot.-Schützen Programm Landstreitkräfte ab 1981

- Militärische Grundausbildung der Neueinberufenen sowie zeitgleich die Vorbereitung der Technik, Bewaffnung und Ausbildungsbasis auf die nächste Nutzungsperiode (Winter oder Sommer).
- Militärische Einzelausbildung in der jeweiligen Dienststellung;
- Einheitsausbildung (Gruppe/Besatzung/Bedienung, Zug, Kompanie/Batterie) und „Komplexausbildung“ mehrerer Waffengattungen sowie die Herstellung der Geschlossenheit für Bataillone/Abteilungen;
- Taktische Übungen mit und ohne Gefechtsschießen;
- Abschlussüberprüfung oder Inspektion, in der Regel verbunden mit Truppenübungen der Truppenteile und der Division;

Die 4. MSD erprobte 1980/81 die Einführung neuer Ausbildungsprogramme, die ab Ausbildungsjahr 1982 in den Landstreitkräften wirksam wurden.

### Übungstätigkeit in der 4. MSD
Im Zuge dieser Ausbildungsorganisation war gesichert, dass der Wehrdienstleistende im Verlaufe seiner Dienstzeit an ein bis zwei Übungen der Kompanie-/Batterie-Ebene und an einer gleichen Anzahl Übungen in der Bataillons-/Abteilungsebene teilnahm.
Im Weiteren absolvierte die 4. MSD:
- im Zweijahres-Rhythmus eine Truppenübung der Division bzw. eine Kommandostabsübung für die Stäbe der Division und der Truppenteile, unter Teilnahme von Darstellungstruppen;
- in den Jahren ohne Divisionsübung leiteten die Führungsorgane der 4. MSD taktische Übungen der Regimenter (MSR, PR) mit und ohne Gefechtsschießen;
- die Teilnahme an Manövern im Koalitionsbestand (siehe unten).

### Übungs- und Manöverteilnahme der 4. MSD im Koalitionsbestand
Die Vorbereitung auf Handlungen im Koalitionsbestand bestimmte die Übungspraxis der Regimenter und insbesondere der Führungsorgane der 11. MSD, darunter:
- September 1963 – Teilnahme der 4. MSD (ohne Teile) erstmals im Koalitionsbestand (ČS, PL, SU) am Manöver „Quartett“ im Südosten der DDR;
- Oktober 1965 – Teilnahme 4. MSD (NVA) und 7. PD (NVA) im Koalitionsbestand (ČS, PL, SU) am Manöver „Oktobersturm“ im Südwesten der DDR;[30]
- September 1970 – Teilnahme der Teile/4.MSD im Koalitionsbestand (WVO) am Manöver „Waffenbrüderschaft-70“ in der DDR;
- Februar 1971 – gemeinsame Truppenübung „Signal-71“ der 4. MSD (NVA) und 14. GMSD (GSSD, Jüterbog) mit Jagdbombenfliegerkräften und Kampfhubschraubern (GSSD);
- März 1972 – Truppenübung „Attacke-72“ der 4. MSD und 11. MSD (ohne Teile) mit in der NVA-Geschichte erstem Gefechtsstart durch die Raketenabteilung RA-11;
- September 1972 – Manöver „Schild-72“ mit Teilnahme der Teile 4. MSD (FO, MSR-24, AR-4) im Koalitionsbestand (ČS, PL, SU) auf dem Territorium der ČSSR;
- Februar 1975 – gemeinsame Truppenübung „Signal-75“ der 4. MSD (NVA) und 6. GMSD (GSSD, Karlshorst) südlich Berlin;
- September 1979 – gemeinsame Truppenübung „Signal-79“ der 4. MSD (NVA) und 94 GMSD (GSSD) und GMSR-286 (GSSD, Gardelegen) südlich Berlin;
- September 1980 – Teilnahme der Teile/4. MSD (FRR-4, PiB-4) im Koalitionsbestand (WVO) am Manöver „Waffenbrüderschaft-80“ in der DDR und im Ostsee-Aquatorium;
- Februar 1981 – Operativ-strategische Kommandostabsübung der LaSK „Jug-81“ mit Darstellungstruppen (4. MSD ohne Teile, 11. MSD, Wehrkommandos, Grenzkommando Süd) im Koalitionsbestand (SU) im Südwesten der DDR;
- April 1981 – Einbindung der Truppenübung „Signal-81“ der 4. MSD in die operativ-strategische Kommandostabsübung „Sojus-81“ (März–April) im Koalitionsbestand (WVO)
- September/Oktober 1982 – Teilnahme Teile 4. MSD (FO, MSR-22) im Koalitionsbestand (BG, ČS, HU, ROM, SU) am Manöver „Schild-82“ in Bulgarien;
- September 1983 – Teilnahme der Teile/4. MSD (FO, MSR-24, Teile/PiB-4) an der Truppenübung „Normblende“, mit Gefechtsschießen im Koalitionsbestand (ČS), im Nordwesten der ČSSR;
- März 1984 – Teilnahme der Teile/4. MSD im Koalitionsbestand (PL, SU) an der Armeeübung „Jug-84“ in der DDR;
- April 1988 – Teilnahme der 4. MSD im Koalitionsbestand (PL, SU) an der Armee-Kommandostabsübung „Drushba-88“, Truppenübung und Aufklärer-Rahmenübung in der DDR, bei Anwesenheit von KSZE-Beobachtern[31][32]

### Herstellung höherer Bereitschaftsstufen (1961, 1962)
Die 4. MSD wurde am 13. August 1961 durch den Minister für Nationale Verteidigung in die Stufe „Erhöhte Gefechtsbereitschaft“ in den Kasernen versetzt und der Einsatz je eines diensthabenden Bataillons (einer Abteilung) in den Regimentern organisiert. Die Dienstzeit der im Herbst zu Entlassenden wurde zunächst bis Ende Dezember 1961 verlängert. Ab 23. September setzte die Division den normalen Dienstbetrieb fort. Die Ausbildung der 1.300 Freiwilligen im Herbst 1961 erfolgte in der Erfurter Henne-Kaserne. Die zur Entlassung stehenden, freiwillig Dienenden wurden Ende April 1962 in die Reserve versetzt.
Im Zusammenhang mit der angespannten militärpolitischen Lage zwischen den Vereinigten Staaten und der Sowjetunion in der „Kubakrise“ wurde erstmals am 23. Oktober 1962 die „Erhöhte Gefechtsbereitschaft“ für die Vereinten Streitkräfte des Warschauer Vertrages angewiesen. Laut Befehl 104/62 des Ministers stellte auch die 4. MSD die Höhere Bereitschaftsstufe her. Die damit verbundene Ausgangs- und Urlaubssperre, der Aufschub der Herbstentlassungen und die Aktivitäten der Mobilmachungsbereitschaft endeten am 21. November 1962.

### Handlungen der Divisionen im MB III zum „Prager Frühling“ (1968)
Auf Druck der Bevölkerung der ČSSR begann die Tschechoslowakische KP (KPČS) unter Alexander Dubček im Frühjahr 1968 ein Liberalisierungs- und Demokratisierungsprogramm („Prager Frühling“) umzusetzen. Die sowjetischen Militärs zählten von Anfang an zu den entschiedensten Gegnern der Prager Reformer. Die Aufdeckung eines speziellen NATO-Operationsplanes „Zephir“ und die Information über die Errichtung eines Sonderstabes des NATO-Oberkommandos Europa zur „Bearbeitung des tschechoslowakischen Problems“ sowie das für Oktober 1968 nahe der Grenze zur ČSSR geplante Korps-Manöver der Bundeswehr „Schwarzer Löwe“ wurden von den Warschauer Vertragsstaaten als militärische Bedrohung bewertet.
Die Reaktion des Warschauer Paktes auf diese Lageeinschätzungen war die operativ-taktische und logistische Vorbereitung einer Intervention mittels Übungen und Manövern unter der Vorgabe als normale gemeinsame Ausbildungsmaßnahmen der verbündeten Streitkräfte. Anfang/Mitte Juli 1968, als sich die Lage in der Tschechoslowakei zuspitzte, stimmte Walter Ulbricht dem Vorschlag des Oberkommandierenden des Warschauer Paktes Marschall Jakubowski zu, auch NVA-Truppen, die 7. Panzerdivision und die 11. Mot.-Schützendivision an einer militärischen Intervention (Operation „Donau“ – ru. операция «Дунай») zu beteiligen.
Ab 25. Juli 1968 wurde unter dem Vorwand der Teilnahme an einer ungeplanten Truppenübung im Koalitionsbestand für die 11. MSD und die 7. PD eine höhere Stufe der Gefechtsbereitschaft befohlen und beide Divisionen der NVA vom Ministerium für Nationale Verteidigung der DDR in voller Gefechtsbereitschaft der operativ-strategischen Gruppierung der Vereinten Streitkräfte (VSK – Stab in Legnica/Polen, dt. Liegnitz) der Operation „Donau“ übergeben. Die an der „Übung Donau“ beteiligten gepanzerten Fahrzeuge und Kraftfahrzeuge der NVA und der GSSD erhielten in den Unterbringungsräumen eine gesonderte weiße Farbmarkierung in Form eines senkrecht verlaufenden Balkens. Bis zum 20. August 1968 verblieben die Divisionen in ihren Konzentrierungsräumen und führten bei feldmäßiger Unterbringung Ausbildungsmaßnahmen durch.
Mit Auslösung der Stufe „Erhöhte Gefechtsbereitschaft“ für die gesamte NVA am frühen Morgen des 21. August 1968 stellte auch die 4. MSD in den Standorten die höhere Bereitschaftsstufe her. Am 11. September 1968 ging die 4. MSD zum normalen Dienstbetrieb (Stufe „Ständige Gefechtsbereitschaft“) über.
Die 11. MSD (NVA) erhielt am 23. August vom Oberkommando den Befehl zum Vorrücken in das Grenzgebiet zur ČSSR, in den Ausgangsraum (AgR) Oelsnitz/Vogtl., (ausschließlich) Eibenstock, Adorf/Vogtl., Auerbach/Vogtl., (ausschließlich) Plauen. Die 7. PD verblieb auf dem Truppenübungsplatz Nochten. Beide Divisionen der NVA blieben bis Mitte Oktober in den grenznahen Räumen und verließen entgegen allen vorherigen Planungen nicht das Territorium der DDR. Organisiert durch Partei- und Staatsfunktionäre wurden die zurückkehrenden Truppen von der einheimischen Bevölkerung begrüßt. Am 21. Oktober 1968 waren alle Einheiten der beteiligten NVA-Divisionen wieder in ihren Kasernen zurück.

### Einsatz der 4. MSD in der Wirtschaft und bei Katastrophen
Mit Indienststellung erhielt die 4. MSD Aufgaben zum „Einsatz von Kräften und Mitteln in der Volkswirtschaft“ und zur Beseitigung von Katastrophenfolgen. Darunter waren:
- in den 1950er/1960er Jahren Erntehilfen im Sommer und Herbst sowie Hilfen in der Kohleindustrie;
- der pioniertechnische Ausbau der innerdeutschen Grenze (1961–1963);
- in den Jahren 1982/83, angesichts der weltweiten Ölkrise, die Umstellung der Ölheizwerke in militärischen Liegenschaften auf heimische Kohle;
- mit Beginn der 1980er Jahre die andauernde Abkommandierung von Fachkräften für die Chemie-, Mikroelektronik-, Schwermaschinenbau-, Kali-, Energie- und Braunkohle-Industrie sowie für das Verkehrswesen;
- die Übernahme staatlicher Bauaufgaben Mitte der 1980er Jahre beim Ausbau von (teil-)geschützten Führungspunkten in den Kasernen und gedeckten Führungsstellen im geplanten Verteidigungsstreifen der Division;
- Katastrophenhilfe (z. B. Hochwasser an Saale, Unstrut; Kälteeinbruch 1979/80, 1986/87; Betriebshavarien).

Ab 1980 waren bis 1.500 Armeeangehörige der 4. MSD jährlich in diese Aufgaben eingebunden und nahmen nicht an der militärischen Ausbildung teil. Ab Mai 1989 wurden diese Kräfte durch die Ausbildungsbasis 21 (Abas-21, Standort Gotha) zusammengefasst und geführt.

### Auswirkungen der DDR-Abrüstungsinitiative 1989
Am 23. Januar 1989 erklärte der Nationale Verteidigungsrat der DDR im Rahmen des politischen Dialoges zur Verminderung der Streitkräfte und konventionellen Rüstungen in Europa die Bereitschaft der DDR, einen konstruktiven einseitigen Beitrag zum Abrüstungsprozess zu leisten. Neben der Demobilisierung von 10.000 Soldaten sollten auch sechs Panzerregimenter und ein Fliegergeschwader aufgelöst werden.
Für die 4. MSD bedeutete die Umsetzung des Abrüstungsvorschlags die Auflösung des Panzerregiments PR-4 in kurzer Zeit. Während am Standort Gotha bereits im Mai 1989 die Formierung der nachfolgenden Ausbildungsbasis 21 (Abas-21) begann, bereitete das PR-4 (ohne Teile) mit dem AR-4 und Teilen/PiB-4 für Ende August 1989 eine letzte Truppenübung als Lehrvorführung „Turban-89“ auf dem Truppenübungsplatz Nochten vor. Die Auflösung des Panzerregiments PR-4 wurde am 24. Oktober 1989 mit der Rückgabe der Truppenfahne an den Divisionskommandeur abgeschlossen.

### Kräfteeinsatz zur politischen Krise (Herbst 1989)
Die verschärften innenpolitischen Krisenerscheinungen in der DDR nach den Mai-Wahlen 1989 kulminierten am 4. Oktober am Hauptbahnhof Dresden bei der erlaubten Durchreise von Ausreisewilligen aus Prag. Zur Unterstützung der Polizeikräfte für die Abwehr eskalierender Gewalt wurden an den Folgetagen Kräfte aus der 4. MSD als „nichtstrukturmäßige Hundertschaften“ an mehreren Standorten bereitgestellt. Diese Hundertschaften verblieben in Abrufbereitschaft in den Kasernen und kamen nicht zum Einsatz. Ein Übergreifen der Demonstrationen auf die Truppenteile und Einheiten der 4. MSD gab es nicht.
Ende Oktober 1989 entstanden durch die anwachsende Zahl der Ausreisenden in den Standort-Bezirken Erfurt, Gera, Suhl ernsthafte Probleme bei der Versorgung der Privathaushalte mit Kohle und bei der Auslieferung von Waren des täglichen Bedarfs. Von November 1989 bis Mitte 1990 waren Kräfte und Mittel der 4. MSD (3.000 Armeeangehörige, darunter 500 Militärkraftfahrer, mehr als 100 LKW, Sanitäts-Kfz., Tankfahrzeuge) zur Bevölkerungsversorgung eingesetzt.
Ende November 1989 komplizierte sich die personelle Auffüllung durch die vorzeitigen Entlassungen von Armeeangehörigen mit wichtigen Berufen (Reichsbahn, medizinischer Bereich u. a.). Hinzu kam die Entscheidung des Verteidigungsministers, Admiral Theodor Hofmann, die Grundwehrdienenden des dritten Diensthalbjahres vorzeitig Ende Januar 1990 (statt im April) zu entlassen und im Mai nicht wieder aufzufüllen sowie keine Reservisten einzuberufen.

### Auswirkungen des politischen Führungswechsels 1990

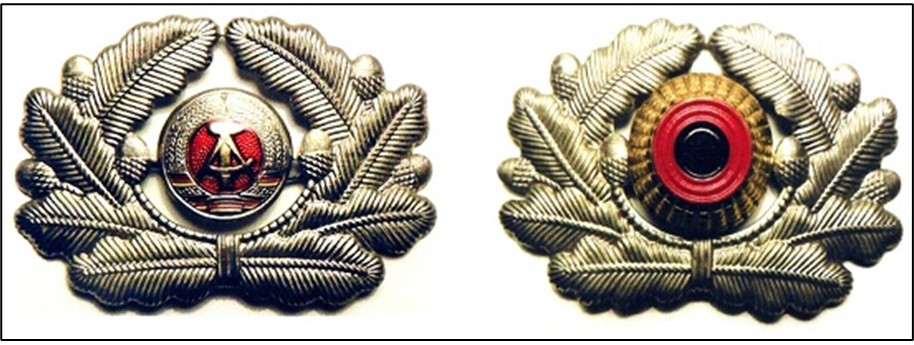
Austausch – NVA-Mützen-Kokarde, Staatswappen auf Schwarz-Rot-Gold, nach Führungswechsel Mitte 1990.

Die politischen Machtstrukturen, deren Bestandteil die 4. MSD war, mussten sich im Ergebnis der Volkskammerwahlen vom März 1990 einem politischen Führungswechsel unterziehen. Der neue Minister für Abrüstung und Verteidigung (MfAV), Rainer Eppelmann, nährte die Hoffnungen auf ein Fortbestehen eigenständiger Streitkräfte:
- Der Minister proklamierte in der Folgezeit eine 100.000-Mann-Armee.[42]
- Er ließ die Angehörigen der Streitkräfte im Juli 1990 neu auf die Staatsflagge der DDR vereidigen.[43]

Der Prozess einer Selbstkorrektur und Erneuerung des militärischen Lebens in der 4. MSD kam mit dem raschen deutschen Vereinigungsprozess spätestens Anfang August 1990 zum Erliegen.
Vom 3. bis 8. September 1990 führten Erkundungskommandos des Heeres der Bundeswehr Objektbesichtigungen in den Kasernen der 4. MSD durch, die mit einer bewertenden Kategorisierung der Dienststellen der Division verbunden waren.
Mit Befehl Nr. 48/90 des MfAV entfielen die Ehrennamen der Truppenteile der NVA. Durch Ministerbefehl erfolgte bis zum 15. September die Entlassung aller ehemaligen Politoffiziere und danach die Entlassung des weiblichen Personals (außer in medizinischen Einrichtungen). Zum 30. September 1990 folgte die Entlassung sämtlicher Generale und des Hauptbestandes der Berufssoldaten mit einer dreißig- bis vierzigjährigen Dienstzeit.
Den noch im Dienst befindlichen 24 Generalen der NVA, darunter dem Chef MB III und dem Kommandeur der 4. MSD, wurde überraschend am 28. September ihr Ausscheiden aus dem aktiven Dienst zum 2. Oktober 1990 verkündet.

### Auflösung der 4. MSD (1990)
Vor der deutschen Wiedervereinigung wurde die NVA und damit die 4. Mot.-Schützendivision (NVA) am 2. Oktober 1990 aufgelöst.

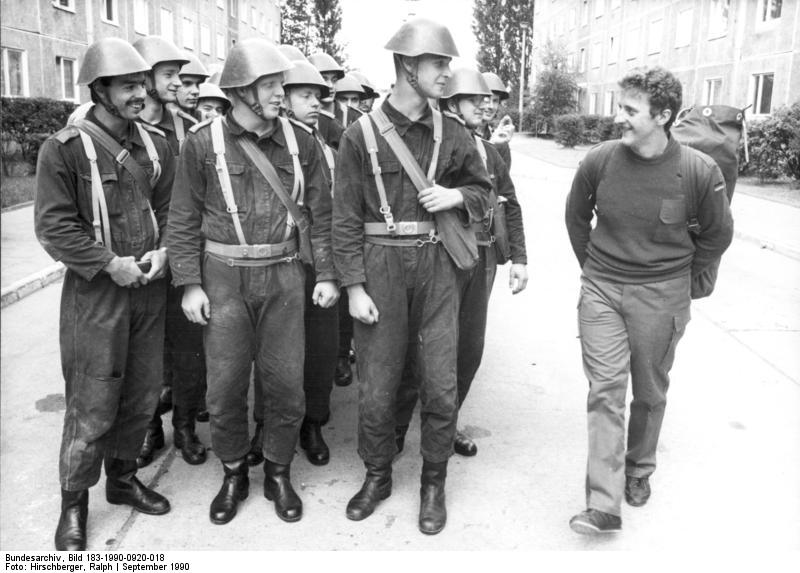
Ausgabe der Bundeswehr-Uniform an NVA-Soldaten in Bad Salzungen beginnt Ende September 1990.

Den Vorgesetzten aller Stufen war es bis dahin trotz angespannter Lage gelungen, die Sicherheit in den militärischen Objekten zu gewährleisten, die Entmunitionierung der Gefechtstechnik zeitgerecht und ohne Verluste durchzuführen sowie alle sicherheitsrelevante Technik, Ausrüstung und Reserven auf eine vollzählige Übergabe vorzubereiten. Erkundungsgruppen des Heeres der Bundeswehr hatten ihre Tätigkeit in den Standorten der 4. MSD aufgenommen. Einzelne Heeresangehörige verblieben in den Standorten bis zur Übergabe. Der Divisionskommandeur, Generalmajor Bernd Leistner, war mit der Vorbereitung der Übergabe betraut. Er sollte nicht wie die meisten Generale der NVA bereits zum 30. September 1990 entlassen werden. Doch mit Verlesen des Befehls 43/90 des Ministers für Abrüstung und Verteidigung am 28. September durch den Staatssekretär wurde seine Entlassung aus der NVA zum 2. Oktober 1990 verkündet. Am 29. September erfolgte die Übergabe an den amtierenden Divisionskommandeur Oberst Jürgen Hartmann.
Per Ministerbefehl wurden Militärangehörige wie Zivilbeschäftigte der NVA aus ihren Verpflichtungen entlassen. Die verbleibenden Angehörigen der NVA hatten einen Bescheid über die Weiterverwendung in der Bundeswehr und die Weiterführung eines „vorläufigen Dienstgrads“ erhalten.
Am Standort Erfurt, in der „Wilhelm Liebknecht-Kaserne“, fand ein letzter feierlicher Appell statt, bei dem sich die Kommandeure aller Truppenteile mit ihren Truppenfahnen abmeldeten und ihren ehemaligen Divisionskommandeur, Generalmajor Bernd Leistner, verabschiedeten. Dieser Abschlussappell war singulär für die Landstreitkräfte der NVA. Er war kurzfristig auf Initiative des amtierenden Kommandeurs Oberst Jürgen Hartmann sowie Oberst Erich Mäder und Oberst Hardi Nothnagel organisiert worden. An den Standorten fanden Abschlussappelle mit dem zivilen und militärischen Personal statt. Die Truppenfahnen wurden eingerollt und vom Platz getragen.
Die personell stark ausgedünnte Division wurde unter der Bundeswehr-Bezeichnung 4. MotSchtzDivision (MotSchtzDiv) mit ihren Truppenteilen ab dem 3. Oktober 1990 als Strukturelemente sowie mit dem verbliebenen Personal dem Bundeswehrkommando Ost (Standort Strausberg) unterstellt und dem Wehrbereich VII (Standort Leipzig), Befehlshaber Generalmajor Ekkehard Richter, angegliedert. Das gesamte Material der Division war am 3. Oktober in Gewahrsam der Bundeswehr zu nehmen und vor unbefugtem Zugriff zu sichern. Der amtierende NVA-Kommandeur Oberst Jürgen Hartmann führte bis zur Übergabe an die Bundeswehr, an Oberst i. G. Bernd Albert. Die Übergabe in Erfurt erfolgte formlos am 4. Oktober 1990; Oberst Jürgen Hartmann verblieb, im Interesse eines ordnungsmäßigen Übergangs, zur Verfügung von Oberst Albert bis Ende Oktober im aktiven Dienst.
Die 4. MotSchtzDiv wurde mit Befehl Nr. 1 des Kommandeurs, Oberst i. G. Bernd Albert, vom 18. Dezember 1990 mit Wirkung vom 1. Januar 1991 in Heimatschutzbrigade HSchBrig 39 (später Panzerbrigade 39) umbenannt. Bei einem Zeremoniell am 22. März 1991 in der Erfurter Löberfeld-Kaserne erhielt die Brigade den Namen „Thüringen“ und umfasste zu diesem Zeitpunkt 2.500 Mann an den Standorten Erfurt und Bad Salzungen.
Die militärischen Formationen und Objekte des ehemaligen Militärbezirks III wurden im neu geschaffenen Wehrbereich VII zusammengefasst – seit 1991 als Division/Wehrbereichskommando VII bezeichnet, jedoch 1995 in WBK VII/13. Panzergrenadierdivision umbenannt.

## Kommandeure der 4. MSD
| Damaliger Rang | Name                 | Zeitraum                               |
| -------------- | -------------------- | -------------------------------------- |
| Oberst         | Martin Günther       | 15. Juni 1956 bis 15. Januar 1958      |
| Generalmajor   | Hans-Georg Ernst     | 15. Januar 1958 bis 15. August 1961    |
| Oberst         | Helmut Poppe         | 15. August 1961 bis 22. August 1962    |
| Oberst         | Karl-Heinz Hollstein | 1. Oktober 1962 bis 30. September 1966 |
| Generalmajor   | Joachim Goldbach     | 1. Oktober 1966 bis 31. August 1969    |
| Oberst         | Heinz Koch           | 1. September 1969 bis 31. Juli 1972    |
| Generalmajor   | Artur Seefeldt       | 1. August 1972 bis 30. September 1979  |
| Generalmajor   | Egon Gleau           | 1. Oktober 1979 bis 31. Oktober 1983   |
| Generalmajor   | Werner Schulze       | 1. November 1983 bis 31. August 1985   |
| Generalmajor   | Michael Schlothauer  | 1. September 1985 bis 31. August 1987  |
| Generalmajor   | Bernd Leistner       | 1. September 1987 bis 2. Oktober 1990  |

## Organisation der 4. MSD

### Angaben zur Gliederung, Struktur und Lage der 4. MSD (1990)
Die Gliederung, Struktur, Ausrüstung mit Technik und Bewaffnung der Truppenteile und Einheiten sowie die Standortbelegung in der 4. Mot.-Schützendivision unterlagen mehrfachen Veränderungen und Ergänzungen.
Die nachfolgende Tabelle bezieht sich auf die Strukturelemente und vier Standorte in der 4. MSD (Lage am Jahresanfang 1990.) Hier nicht gezeigt: Vorangegangen war am Standort Gotha im Mai 1989 die Auflösung des Panzerregiments PR-4 und gleichzeitige Formierung der Ausbildungsbasis Abas-21 sowie die Auflösung der Raketenabteilung RA-4 am Standort Erfurt.
| Einheit                                                          | Ehrenname             | Stationierung        |
| ---------------------------------------------------------------- | --------------------- | -------------------- |
| Mot.-Schützenregiment MSR-22                                     | Thomas Müntzer        | Mühlhausen (Lage)    |
| Mot.-Schützenregiment MSR-23                                     | Anton Saefkow         | Bad Salzungen (Lage) |
| Mot.-Schützenregiment MSR-24                                     | John Schehr           | Erfurt (Lage)        |
| Panzerregiment PR-4                                              | August Bebel          | Gotha (Lage)         |
| Artillerieregiment AR-4                                          | Willi Bredel          | Erfurt (Lage)        |
| Fla-Raketenregiment FRR-4                                        | Hermann Danz          | Erfurt (Lage)        |
| Raketenabteilung RA-4                                            | Hugo Gräf             | Erfurt (Lage)        |
| Geschosswerferabteilung GeWA-4                                   | Otto Franke           | Erfurt (Lage)        |
| Panzerjägerabteilung PJA-4                                       | Franz Jacob           | Bad Salzungen (Lage) |
| Aufklärungsbataillon AB-4                                        | Wilhelm Girnius       | Bad Salzungen (Lage) |
| Pionierbataillon PiB-4                                           | Walter Kaiser-Gorrish | Bad Salzungen (Lage) |
| Bataillon Chemische Abwehr BChA-4                                | Lothar Bolz           | Erfurt (Lage)        |
| Nachrichtenbataillon NB-4                                        | Wilhelm Liebknecht    | Erfurt (Lage)        |
| Bataillon Materielle Sicherstellung 4 BMS-4                      | Ernst Putz            | Erfurt (Lage)        |
| Instandsetzungsbataillon IB-4                                    | Wilhelm Leuschner     | Gotha (Lage)         |
| Sanitätsbataillon SanB-4                                         |                       | Erfurt (Lage)        |
| Stabskompanie SK-4                                               |                       | Erfurt (Lage)        |
| Führungsbatterie Chef Raketentruppen und Artillerie FüBttr/CRA-4 |                       | Erfurt (Lage)        |
| Führungsbatterie Chef Truppenluftabwehr FüBttr/CTLA-4            |                       | Erfurt (Lage)        |

### Angaben zur Herkunft und Entwicklung der Truppenteile/Einheiten der 4. MSD

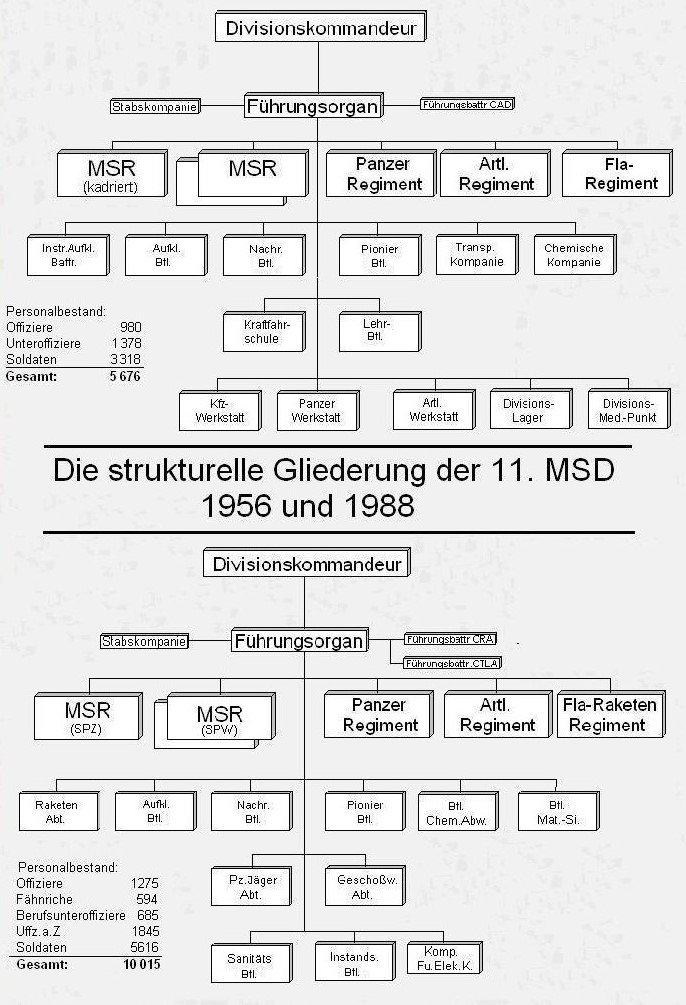
Gliederung der einer MSD (NVA)
im Vergleich 1956–1988, z. B. 11. MSD

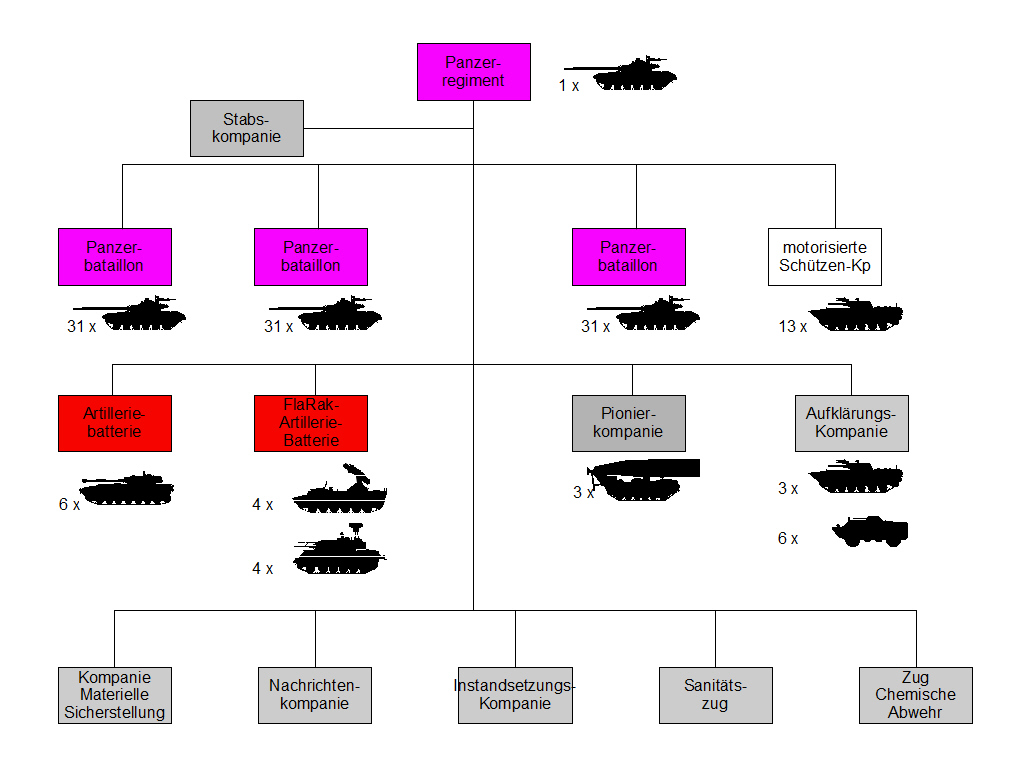
Gliederung eines Panzerregiments der Nationalen Volksarmee

Gliederungsgrundlage für die Schaffung dieses Verbandstyps war anfangs weitestgehend die Mot.-Schützendivision der Sowjetarmee. Die Gliederung, Struktur, Ausrüstung mit Technik und Bewaffnung der Truppenteile und Einheiten sowie die Standortbelegung in der 4. Mot.-Schützendivision unterlagen mehrfachen Veränderungen und Ergänzungen. Ihre Struktur entsprach in späteren Jahren einem Personalbestand von nahezu 11.000 im Garnisonsdienst. Im Unterschied zu den sowjetischen Divisionen hatten die Mot.-Schützendivisionen der NVA keine Kampfhubschrauber und verfügten bei den Mot.-Schützen- und Panzerformationen über geringeren Kampfbestand.

Gliederung einer Panzerdivision
und einer Mot.-Schützendivision (NVA)

Die nachfolgende Tabelle bezieht sich auf die Herkunft der Formationen aus der KVP und die Entwicklung der Strukturelemente und Standorte in der 4. MSD.
| KVP Kommando, Einheit, Einrichtungen                           | NVA seit Jahr | NVA Standort und Veränderungen                                                                                        | NVA Truppenteil, Einheit, Einrichtung Bezeichnung, Abkürzung | aufgestellt/ umformiert Datum | Truppenfahne TF verliehen am Ehrenname (seit)              |
| -------------------------------------------------------------- | ------------- | --- | --- | --- | ---------------------------------------------------------- |
| A-Bereitschaft Erfurt / Führung, Stab                          | 1956          | Erfurt, Löberfeld-Kaserne (Lage)                                                                                      | 4. Infanteriedivision 4. ID / Führung, Stab - 4. Mot.-Schützendivision 4. MSD / Führung, Stab                                                                                           | - 15. Juni 1956 - 30. November 1956 | TF 4. Oktober 1956                                         |
| A-Kommando Mühlhausen                                          | 1956          | Mühlhausen (Lage) | Infanterieregiment IR-22 - Mot.-Schützenregiment MSR-22 | - 15. Juni 1956 - 30. November 1956 | TF 1. März 1958 Thomas Müntzer (1. März 1971)              |
| A-Kommando Gotha                                               | 1956          | - Gotha, Ohrdrufer Straße und Bürgeraue (Btl.) - Sondershausen - Bad Salzungen (Lage)                                 | Infanterieregiment IR-23 - Mot.-Schützenregiment MSR-23 | - 15. Juni 1956 - 30. November 1956 - Dezember 1958 verlegt (ohne ein MSB)                                                               | TF 5. Oktober 1957 Anton Saefkow (7. Oktober 1971)         |
| A-Kommando Gera                                                | 1956          | - Gera (ohne Teile) und Hermsdorf (PB/MSR-24) - Gera - Erfurt, Steiger-Kaserne (Lage) TLA/MSR-24 Henne-Kaserne (Lage) | Infanterieregiment IR-24 - Mot.-Schützenregiment MSR-24 (kadriert) - Ausbildungsregiment ABR (Studenten) - Ausbildungsregiment ABR (Reservisten) - Mot.-Schützenregiment MSR-24         | - 15. Juni 1956 - 30. November 1956 verlegt - Mai 1957 umformiert - 1. Dezember 1958 umformiert - Januar 1961 verlegt, umformiert        | TF 7. Januar 1959 John Schehr (1. März 1967)               |
| C-Kommando Gotha                                               | 1956          | - Gotha (Lage) | Panzer- und SFL-Regiment PzSFLR-4 - Panzerregiment PR-4 - 1989 formiert zur Ausbildungsbasis Abas                                                                                       | - 15. Juni 1956 - 30. November 1956 - 1989                                                                                               | TF 3. Dezember 1956 August Bebel (7. Oktober 1969)         |
| C-Lehrabteilung                                                | 1956          | - Erfurt, Blumenthal-Kaserne - Gotha                                                                                  | Lehrbataillon LB-4 - 30. November 1956 - Herbst 1958 - 1958 aufgelöst | |                                                            |
| B-Kommando Erfurt                                              | 1956          | - Erfurt, Henne-Kaserne (Lage)                                                                                        | Artillerieregiment AR-12 - Artillerieregiment AR-4 | - 15. Juni 1956 - 1. Dezember 1971 umbenannt                                                                                             | TF 7. Oktober 1958 Willi Bredel (1. März 1966)             |
| Teile B-Kommando Mühlhausen II                                 | 1956          | - Mühlhausen, Kaserne am Stadtwald                                                                                    | Artillerieregiment AR-13 (kadriert) - 1956 aufgelöst | |                                                            |
| S-4 Abteilung Erfurt                                           | 1956          | - Erfurt, Henne-Kaserne - Bad Salzungen (Lage)                                                                        | Panzerjägerabteilung PJA-4 - aufgelöst, eingegliedert ins AR - Panzerjägerabteilung PJA-4 - umbenannt in Panzerabwehrabteilung PAA-4                                                    | - 15. Juni 1956 - Ende 1956 - 1974/75 - 1989                                                                                             | TF 1. März 1980 Franz Jacob (7. Oktober 1987)              |
| B-Kommando Erfurt                                              | 1956          | - Erfurt, Henne-Kaserne (Lage)                                                                                        | Geschosswerferbatterie GeWBttr / AR-12 - Geschosswerferabteilung GeWA-4 | - 15. Juni 1956 - März 1974 | TF 1. März 1980 Otto Franke (1. März 1987)                 |
|                                                                | 1962          | - Hermsdorf/Bad Klosterlausnitz - Erfurt Steiger-Kaserne (Lage)                                                       | selbstständige Artillerieabteilung SAA-4 - Raketenabteilung RA-4 | - 11. Mai 1962 - 7. Oktober 1967 umbenannt - Oktober 1969 verlegt - 1. Oktober 1971 eine StBttr zur US IV - 30. September 1990 Auflösung | TF 1. März 1964 Hugo Gräf (1. März 1989)                   |
| S-5-Abteilung Gotha - Flak-Bttr Zittau - Flak-Bttr Ueckermünde | 1956          | - Gotha, Kaserne Bürgeraue - Erfurt, Blumenthal-Kaserne - Erfurt, Henne-Kaserne (Lage) und Drosselberg (DHS) (Lage)   | Flak-Regiment FR-4 - Flak-Abteilung FA-4 - Flak-Regiment FR-4 - Fla-Raketenregiment FRR-4                                                                                               | - 15. Juni 1956 - November 1958 verlegt - 1961 Abteilung - 1. Dezember 1971 Aufwuchs - August 1976 verlegt - 1. November 1978            | TF 1. März 1959 Hermann Danz (1. März 1972)                |
| Kradschützenabteilung Weimar                                   | 1956          | - Weimar - Erfurt, Löberfeld-Kaserne - Bad Salzungen (Lage)                                                           | Aufklärungsbataillon AB-4 - Aufklärungskompanie AklK-4 - 1965 Aufklärungsbataillon AB-4                                                                                                 | - 15. Juni 1956 - Ende 1956 verlegt - 1961 kadriert - 1. Dezember 1965 Aufwuchs - 1975 verlegt                                           | TF 1. März 1959 Wilhelm Girnus (7. Oktober 1989)           |
| D-1-Abteilung Erfurt                                           | 1956          | - Erfurt - Erfurt, Löberfeld-Kaserne (Lage)                                                                           | Nachrichtenbataillon NB-4 | - 15. Juni 1956 - Ende 1956 verlegt | TF 1. März 1960 Wilhelm Liebknecht (1. März 1987)          |
| D-2-Abteilung Weimar                                           | 1956          | - Weimar - Jena Löberberg - Bad Salzungen (Lage)                                                                      | Pionierbataillon PiB-4 | - 28. Mai 1956 - 1975 | TF 27. September 1969 Walter Kaiser-Gorrish (1. März 1986) |
| Schutz-Kompanie Erfurt                                         | 1956          | - Erfurt, Löberfeld-Kaserne (Lage)                                                                                    | Chemische Kompanie ChKp-4 - Kompanie Chemische Abwehr KChA-4 - 1977 Bataillon Chemische Abwehr BChA-4                                                                                   | - 15. Juni 1956 - 1964 umbenannt - 1. Dezember 1977 Aufwuchs                                                                             | TF 25. Februar 1984 Lothar Bolz (1. März 1989)             |
| Kfz.-Schule Weimar                                             | 1956          | - Weimar - Erfurt | Kraftfahrschule-4 | - 1956 verlegt - 1958 aufgelöst |                                                            |
| Kfz.-Kompanie Erfurt                                           | 1956          | - Erfurt, Henne-Kaserne - Erfurt, Blumenthal-Kaserne (Lage)                                                           | Transportkompanie TrpKp-4 - Transportbataillon TB-4 - Kfz.-Transportbataillon KfzTB-11 - neuformiert Bataillon Materielle Sicherstellung BMS-4                                          | - 15. Juni 1956 - 1961 - 1967 - 1976 verlegt - 1980                                                                                      | TF 1. März 1968 Ernst Putz (1. März 1988)                  |
| Bereitschaftslager Erfurt                                      | 1956          | - Erfurt, Blumenthal-Kaserne (Lage)                                                                                   | Divisionslager DL-4 - 1980 umformiert ins Bataillon Materielle Sicherstellung BMS-4 | |                                                            |
| Feldbäckerei Erfurt der Bereitschaft Erfurt                    | 1956          | - Erfurt, Blumenthal-Kaserne (Lage)                                                                                   | Feldbäckereizug BäZ des MB III (?) - 1961 Feldbäckereizug FBäZ-4 - Feldbäckerei-Kompanie FBäK-4 - 1980 umformiert ins Bataillon Materielle Sicherstellung BMS-11                        | - 15. Juni 1956 - 1961 - 1980 |                                                            |
| Sanitätsabteilung Erfurt                                       | 1956          | - Erfurt - Gotha - Erfurt, Blumenthal-Kaserne (Lage)                                                                  | Divisions-Med.-Punkt DMP-4 - Sanitätsbataillon SanB-4 - Sanitätskompanie Sank-4 | - 15. Juni 1956 - Ende 1956 verlegt - 1961 Aufwuchs - August 1965 verlegt - 1989                                                         |                                                            |
| B-Werkstatt Erfurt                                             | 1956          | - Erfurt, Henne-Kaserne (Lage)                                                                                        | Artilleriewerkstatt ArtlW-4 - 1971 umformiert ins Instandsetzungsbataillon IB-11 - Instandsetzungskompanie für Raketentechnik und Bewaffnung / Instandsetzungsbataillon 4 (IK-RTB/IB-4) | |                                                            |
| Kfz.-Trakt.-Werkstatt Gotha                                    | 1956          | - Gotha (Lage) | Kfz.-Werkstatt KfzW-4 - umformiert ins Instandsetzungsbataillon IB-11 | - 15. Juni 1956 - 1971 |                                                            |
|                                                                | 1956          | - Gotha (Lage) | Panzerwerkstatt PzW-4 - 1971 umformiert ins Instandsetzungsbataillon IB-11 | - 1956 - 1971 |                                                            |
|                                                                | 1971          | - Gotha (Lage) - Erfurt, Henne-Kaserne (Instandsetzungskompanie Raketentechnik und Bewaffnung IKRTB/IB-4) (Lage)      | Instandsetzungsbataillon IB-4 | - 1. Dezember 1971 formiert | Wilhelm Leuschner (1. März 1988)                           |
| Kommandanten-Kompanie Erfurt                                   | 1956          | - Erfurt, Löberfeld-Kaserne (Lage)                                                                                    | Stabskompanie SK-4 | |                                                            |
|                                                                | 1967          | - Erfurt Löberfeld-Kaserne                                                                                            | Kommandantandienstkompanie KDK-4 | - 1. November 1997 - 4. Oktober 1971 Auflösung                                                                                           |                                                            |
| Führungskompanie Erfurt                                        | 1956          | Erfurt, Löberfeld-Kaserne (Lage)                                                                                      | Führungsbatterie/Chef Artillerie FüBttr/CA - Führungsbatterie Chef Raketentrp./Artl. FüBttr/CRA-4                                                                                       | |                                                            |
| Licht- und Schallmess-Kompanie Erfurt                          | 1956          | - Erfurt | Instrumentalaufklärungsbatterie InstrAklBttr-4 - 1961 aufgelöst | |                                                            |
|                                                                | 1960/61       | - Erfurt, Löberfeld-Kaserne (Lage)                                                                                    | Stab Truppenluftabwehr Stab-TLA-4 - 1963 Führungszug / Chef Truppenluftabwehr FüZ/CTLA - 1968 Führungsbatterie / Chef Truppenluftabwehr FüBttr/CTLA-11                                  | |                                                            |
|                                                                | 1956          | - Erfurt | - Musikkorps Erfurt - Musikkorps Gotha | - 30. November 1956 - 1957 verlegt von Gotha nach Gera - 1959 aufgelöst in Gera                                                          |                                                            |
|                                                                | 1971          | Empfangspunkte in den Standorten                                                                                      | - (STAN-80) Reservebataillone - RB-22 - RB-23 - RB-24 - Sicherungskompanie - (STAN-90) Ersatzregiment ErsR-4                                                                            | |                                                            |

## Ausrüstung der 4. MSD

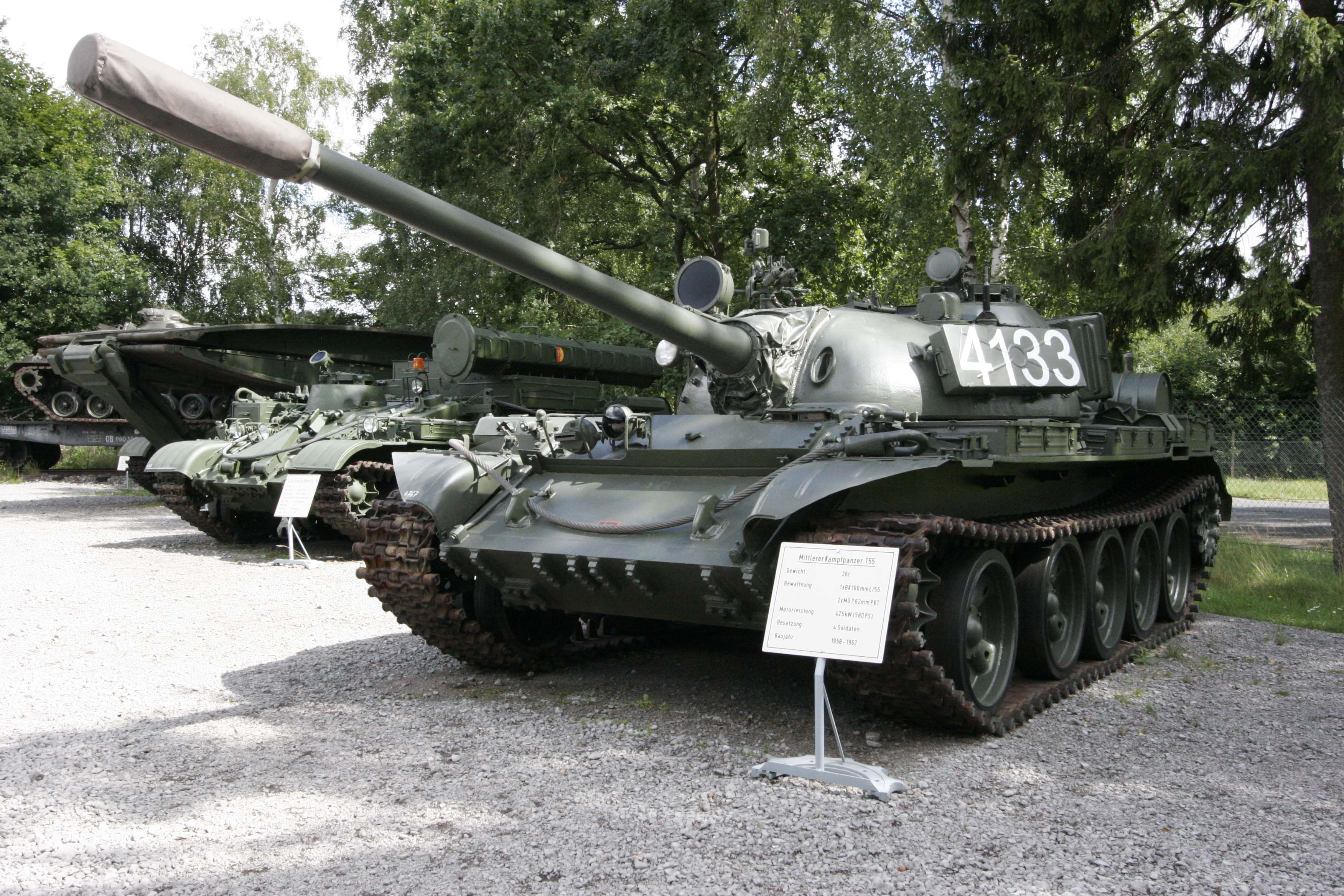
Kampfpanzer T-55-Panzer der NVA

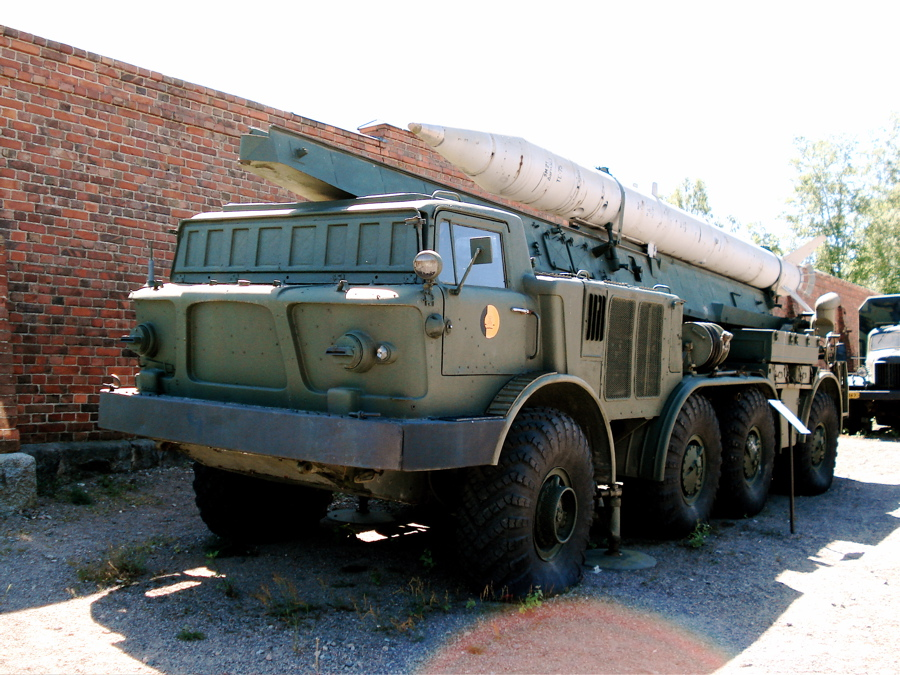
Startfahrzeug FROG-7B (Luna-M) der NVA

### Entwicklung der Hauptarten an Technik und Bewaffnung in der 4. MSD
Mit Auflösung der letzten KVP-Einheiten zum 1. Dezember 1956, dem Zeitpunkt der Formierung der Division entsprach die Bewaffnung und Ausrüstung der Truppenteile/Einheiten weder von ihrer Anzahl noch vom Typ den Festlegungen der Strukturplanung. Das Fehl von circa 70 Prozent an Kampftechnik und Bewaffnung entstand bei Panzern, gepanzerten Fahrzeugen und bei der Motorisierung der Truppen.
Ab März 1957 begann die Komplettierung und Neuausrüstung der 4. MSD mit dem mittleren Panzer T 34/85. Die Mot.-Schützenregimenter erhielten sowjetische Technik und Bewaffnung: Schützenpanzerwagen BTR-40 (SPW-40) und BTR-152 (SPW-152). Zugeführt wurden: 85 mm selbstfahrende Kanonen (SD-44), 57 mm selbstfahrende Panzerabwehrkanonen (Pak ZIS-2), Rückstoßfreie Geschütze (RG 82 mm und 107 mm), 14,5 mm FlaMG (ZPU-4). Bis Ende 1957 war ein Ausrüstungsstand von 60 bis 75 Prozent erreicht.
Bis Ende 1960 wurde bei mittleren Panzern, Artillerie- und Flak-Systemen, Artilleriezugmittel (Rad), SPW 152 und Schützenwaffen ein Auffüllungsstand von 100 Prozent erreicht. Die Division war als erster Verband des Militärbezirks III mit der Maschinenpistole „Kalaschnikow“ (Mpi K 7,62 mm).
Ab 1968 begann die Ausrüstung der Mot.-Schützenregimenter MSR-22 und MSR-24 mit schwimmfähigen Schützenpanzerwagen BTR-60 (SPW-60) sowie die Umrüstung ihrer Panzerbataillone auf den Kampfpanzer T 54, nachdem das Panzerregiment PR-4 auf den Kampfpanzer T 55/T 55A übernommen hatte. Das MSR-23 behielt die Schützenpanzerwagen SPW 152 und wurde schließlich bis Ende 1976 auf die neuen Schützenpanzer BMP-1 aus der Sowjetunion umgerüstet.
Die Ausstattung der 4. MSD mit Raketentechnik begann am 11. Mai 1962 in der selbstständigen Artillerieabteilung sAA-4 mit der Zuführung der Startrampe 2P16 (schwimmfähiges Basiskettenfahrzeug PT-76 für die taktische Rakete „R-40“ 3R9). Die Umrüstung der Raketenabteilung RA-4 (seit 1967) erfolgte im Mai 1974 auf den Raketenkomplex 9K52 „Luna M“ (Basisfahrzeug Rad für die taktische Rakete „R-60“ 9M21).
Die Umstrukturierung des Flak-Regiment FR-4 in das Fla-Raketenregiment FRR-4 und dessen Ausrüstung mit dem Fla-Raketenkomplex 2K12 wurde im April 1979 abgeschlossen und war Voraussetzung für die Aufnahme in das Diensthabende System der Luftstreitkräfte/Luftverteidigung (DHS-LSK/LV).

### Hauptarten an Technik und Bewaffnung der 4. MSD (1979)
Ende 1979 verfügte die 4. MSD über die folgende Anzahl an Hauptarten der Technik und Bewaffnung:
Panzer gesamt – 232
- 216 Mittlere Kampfpanzer Pz T-55/55A,

Schützenpanzer (Kette SPz-BMP-1) – 96

Schützenpanzerwagen gesamt – 410
- 216 Schützenpanzerwagen (Rad) SPW-60, 60PA, 60PB,
- 159 Schützenpanzerwagen (zum Teil schwimmfähig),

Startrampe für taktische Raketen 9P113 „Luna-M“ – 4

Artilleriesysteme gesamt – 144
- 18 Geschosswerfer RM-70,
- 18 Kanone 130 mm M46,
- 54 Kanonen-Haubitze 122 mm KH-122 D-30,
- 64 Granatwerfer 120 mm,

Panzerabwehrmittel gesamt – 87
- 18 Kanone 100 mm MT12,
- 27 Panzerabwehrlenkraketen-Abschussvorrichtung (gepanzert) PALR „Maljutka“,

Fla-Mittel gesamt – 94
- 20 Fla-Raketen-Startfahrzeug 9K12 „Kub“,
- 20 Fla-Selbstfahrlafette (Kette) Fla-SFL 23 mm „Schilka“,
- 54 Flugabwehrraketen-Abschussvorrichtung 9K2Ch Strela 2,

Pionierübersetzmittel
- ½ Pontonpark PMP,
- 1 Faltbrückensatz TMM,
- 4 Selbstfahrende Fähre (Kette) GSP-55.

### Hauptarten an Technik und Bewaffnung der 4. MSD (1990)
Zum Übergabezeitpunkt 1990 waren folgende Hauptarten Technik und Bewaffnung im Bestand der 4. MSD:
| Hauptart [Typ]                                                                        | 4. MSD         | Bemerkung |
| ------------------------------------------------------------------------------------- | -------------- | --------- |
| Mittlere Panzer T55A, T55AM2, T55AM2B                                                 | 154            |           |
| Schützenpanzer BMP-1 und BMP-1PD                                                      | 140            |           |
| Schützenpanzerwagen SPW-70, 60PB, 60ABS; 60Na, 60PU, 40P2K, UM, P2Ch, 152 (San)       | 570            |           |
| Kettenzugmittel MT-LB (einschließlich Pio. und Techn. Sicherstellung)                 | 63             |           |
| Brückenlegepanzer BLG, Aufklärungs-, Berge-, Kranpanzer (T55T, T55TK), Berge-SPW 50PK | 40             |           |
| Mobile Werkstattwagen Panzerdienst                                                    | 48             |           |
| PKW handelsüblich / Gelände                                                           | 37 / 245       |           |
| PKW I                                                                                 | 245            |           |
| Lastkraftwagen / Hänger                                                               | 1.130 / 874    |           |
| Spezial-Kraftfahrzeuge                                                                | 1.324          |           |
| Sonstige Fahrzeuge und Geräte                                                         | 350            |           |
| Kanonenhaubitze 152 mm D-20                                                           | 18             |           |
| Haubitze 122 mm D-30 / SFL-H 122 mm 2S1                                               | 76 / 18        |           |
| Kanonen bis 100 mm                                                                    | 21             |           |
| Granatwerfer 120 mm                                                                   | 62             |           |
| Geschosswerfer RM-70                                                                  | 18             |           |
| Artillerie-Funkmessstation AFMS-10                                                    | 2              |           |
| Panzerabwehrlenkraketen Startfahrzeug / Tragkomplexe                                  | 39 / 24        |           |
| Fla-Raketen Startrampe 2P25 „Kub“                                                     | 21             |           |
| Aufklärungs-/Leitstationen FlaR                                                       | 5              |           |
| Transportlade- / Transportfahrzeuge                                                   | 14 / 14        |           |
| Fla-SFL 23/4 „Schilka“                                                                | 19             |           |
| Flak 23 mm                                                                            | 8              |           |
| Fla-Raketenkomplexe, tragbar „Strela 2“                                               | 99             |           |
| Schwere Panzerbüchse SPG-9                                                            | 18             |           |
| Leichtes Maschinengewehr LMG-K / LMG-K m. H. 7,62 mm                                  | 590            |           |
| Maschinenpistole 5,45 mm / 7,62 mm                                                    | 10.369 / 569   |           |
| Scharfschützengewehr D 7,62 mm                                                        | 18             |           |
| Panzerbüchse RPG-7 40 mm                                                              | 357            |           |
| Pistole M 9 mm                                                                        | 5167           |           |
| Minenlegegerät MLG-60M                                                                | 12             |           |
| Munition aller Arten                                                                  | 4.313 t        |           |
| Sprengstoff                                                                           | 147 t          |           |
| Minen (Panzer- / Infanterie-)                                                         | 16.500 / 3.600 |           |
| Gestreckte Ladungen                                                                   | 38             |           |

## Ausbildungsanlagen und Übungsplätze der 4. MSD
Die Truppenteile und Einheiten der 4. MSD Division waren ausreichend mit Lehrklassen und Sportanlagen ausgestattet.
Die folgenden Truppen- und Standortübungsplätze (TÜP, STÜP) der 4. MSD und Ausbildungsanlagen waren in der Nutzung:
- Kammerforst/Weberstedt, STÜP und Panzerschießplatz (ab 1966)
- Weberstedt, TÜP ab 1974 – circa 5.900 ha; O–W 10 km; N–S 5 km; mit Nutzung des TÜP „Kindel“ der GSSD nach Absprache – Gefechtsschießen bis Kompanie;
- Bad Salzungen (Bau ab 1972, Nutzung ab 1975), STÜP – circa 3.600 ha; Schießplatz Pz-Einsteckrohr;
- Erfurt/Egstedt, STÜP Drosselberg (440 ha) – Schießstand 200 m;
- Erfurt, STÜP Werningsleben (432 ha);
- Erfurt, Feuerdienstgarten Artillerie – Schießplatz Einsteckrohr 14,5 mm;
- Gotha, STÜP Töpfleben (160 ha) – Schießstand 200 m;
- Jena, Jägerberg (bis 1975/76) – Pionierausbildungsgelände mit Sprengplatz;
- Mühlhausen, STÜP Forstberg (302 ha), Dörna (162 ha), Fuchsbau (21,6 ha), Flachstal (mit abgebautem Schießplatz Schützenwaffen);
- Ohrdruf, STÜP des PR-4 – Panzerschießplatz (seit 1958/59)
- Sondershausen, STÜP Zimmerberg – Schießplatz Schützenwaffen.

Die darauf befindlichen Ausbildungsanlagen waren modern ausgestattet und verfügten über Trainingsgeräte, Simulatoren und Schießbahnen. Der technische Ausstattungsgrad ermöglichte die Ausbildung aller Waffengattungen, Spezialtruppen und Dienste bis zur Ebene der Kompanie/Batterie.
Zusätzlich konnten die Truppenübungsplätze des Militärbezirks III Annaburg, Nochten, Bad Liebenwerda und des MB V Klietz genutzt werden. Für die Durchführung von Truppenübungen ab Regiment aufwärts wurden außerdem die Truppenübungsplätze der GSSD Ohrdruf, Königsbrücker Heide, Lieberose, Altengrabow und Colbitz-Letzlinger Heide genutzt.
Für die Spezialausbildung und die Durchführung von jährlichen Feldlagern standen die Truppenübungsplätze Zingst und Holzdorf (Fla-Truppen), Storkow (Chemische Truppen) sowie die Wasserübungsplätze an der Elbe bei Kreinitz, Kehnert, Dessau (Pioniertruppen) zur Verfügung.

## Ehrungen

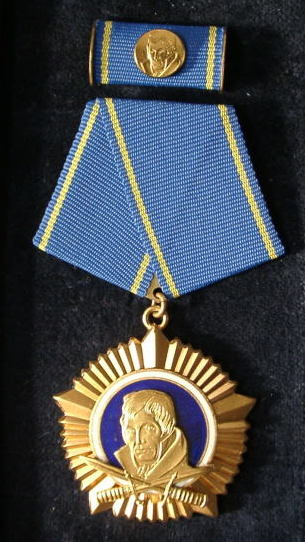
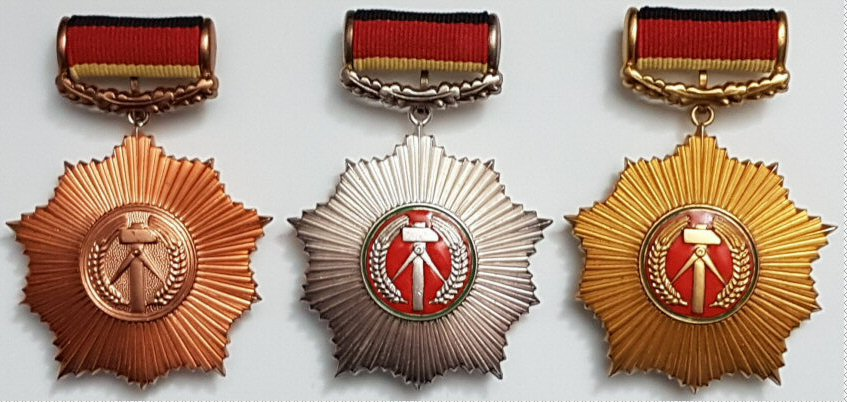

- 1979 Scharnhorst-Orden[28][67] sowie 1986 Vaterländischer Verdienstorden in Gold[68][69]